# Challenger de Amersfoort 2022
El torneo Dutch Open 2022 fue un torneo de tenis perteneció al ATP Challenger Tour 2022 en la categoría Challenger 80. Se trató de la 3ª edición; el torneo tuvo lugar en la ciudad de Amersfoort (Países Bajos), desde el 11 de julio hasta el 17 de julio de 2022 sobre pista de tierra batida al aire libre.

## Jugadores participantes del cuadro de individuales
| Favorito | País                        | Jugador                 | Ranking | Resultado en el torneo |
| -------- | --------------------------- | ----------------------- | ------- | ---------------------- |
| 1        | Bandera de los Países Bajos | Tallon Griekspoor       | 53      | CAMPEÓN                |
| 2        | Bandera de España           | Roberto Carballés       | 87      | Final                  |
| 3        | Bandera de España           | Bernabé Zapata Miralles | 90      | Semifinales            |
| 4        | Bandera de España           | Carlos Taberner         | 98      | Segunda ronda          |
| 5        | Bandera de Japón            | Taro Daniel             | 118     | Cuartos de final       |
| 6        | Bandera de Italia           | Stefano Travaglia       | 139     | Primera ronda          |
| 7        | Bandera de Alemania         | Mats Moraing            | 140     | Segunda ronda          |
| 8        | Bandera de Bélgica          | Zizou Bergs             | 146     | Primera ronda          |

- Ranking del 27 de junio[2]

## Otros participantes
Los siguientes jugadores entraron al cuadro principal gracias a una invitación.
- Max Houkes
- Alexander Maarten Jong
- Deney Wassermann

Los siguientes jugadores ingresaron al cuadro principal al superar la fase previa
- Adrián Andreev
- Arthur Fils
- Iván Gájov
- Martín Krumich
- Tristan Lamasine
- Luca Van Assche

## Campeones

### Individual Masculino
- Tallon Griekspoor derrotó en la final a  Roberto Carballés, 6-1, 6-2

### Dobles Masculino
- Sem Verbeek /  Robin Haase derrotaron en la final a  Nicolás Barrientos /  Miguel Ángel Reyes Varela, 6-4, 3-6, [10-7]